# Partido Liberal Radical Ecuatoriano
Der Partido Liberal Radical Ecuatoriano (Ecuadorianische radikalliberale Partei) ist eine der ältesten Parteien in Ecuador.
1890 gründete sich in Quito die politische Organisation Partido Liberal Nacional, die in der Liberalen Revolution unter der Führung Eloy Alfaros große Bedeutung hatte. In Konkurrenz zum ideologisch an Gabriel García Moreno orientierten Konservativen Partei Ecuadors bzw. deren Vorläufern war die Liberale Partei in der zweiten Hälfte des 19. und der ersten Hälfte des 20. Jahrhunderts eine der beiden bestimmenden politische Kraft des Landes. Der PLRE fand dabei seinen Rückhalt in der Export-, Handels- und Bankenmetropole Guayaquil und der sie umgebenden Küstenregion des Landes, während die Konservative Partei in den traditionellen Eliten der Andenregion um die Hauptstadt Quito ihren Rückhalt hatte. Wichtigste Vertreter der Partei in dieser Zeit waren nach dem Tod Eloy Alfaros (ermordet 1912) Leonidas Plaza Gutiérrez und Francisco Urbina Jado. Zwischen 1912 und der Julirevolution von 1925 stellte die Partei mit Plaza, Alfredo Baquerizo Moreno, José Luis Tamayo und Gonzalo Córdova vier Präsidenten in Folge.
Die Liberale Partei wurde 1925 nach der Julirevolution als Partido Liberal Radical Ecuatoriano formal gegründet und als erste Partei in das neu geschaffene Parteienregister eingetragen. Wichtige Politiker waren Carlos Alberto Arroyo del Río und Raúl Clemente Huerta.
Seit den 1960er Jahren wurde der PLRE durch eine Reihe von Abspaltungen entschieden geschwächt. So entstand aus ihren Reihen 1961 der Partido Liberal Popular Revolucionario, 1972 die Frente Radical Alfarista und 1980 der Partido Radical Demócrata.
1984 unterstützte der PLRE León Febres Cordero in der Frente de Reconstrucción Nacional. Danach nahm die Bedeutung der Liberalen Partei ab, bei den Parlamentswahlen 2002 konnte sie die notwendigen 5 % der Wählerstimmen nicht erreichen und wurde aus dem Parteienregister gestrichen. 2008 wurde eine Partei gleichen Namens wieder eingeschrieben und zu Wahlen wieder zugelassen.